# Край Тонг

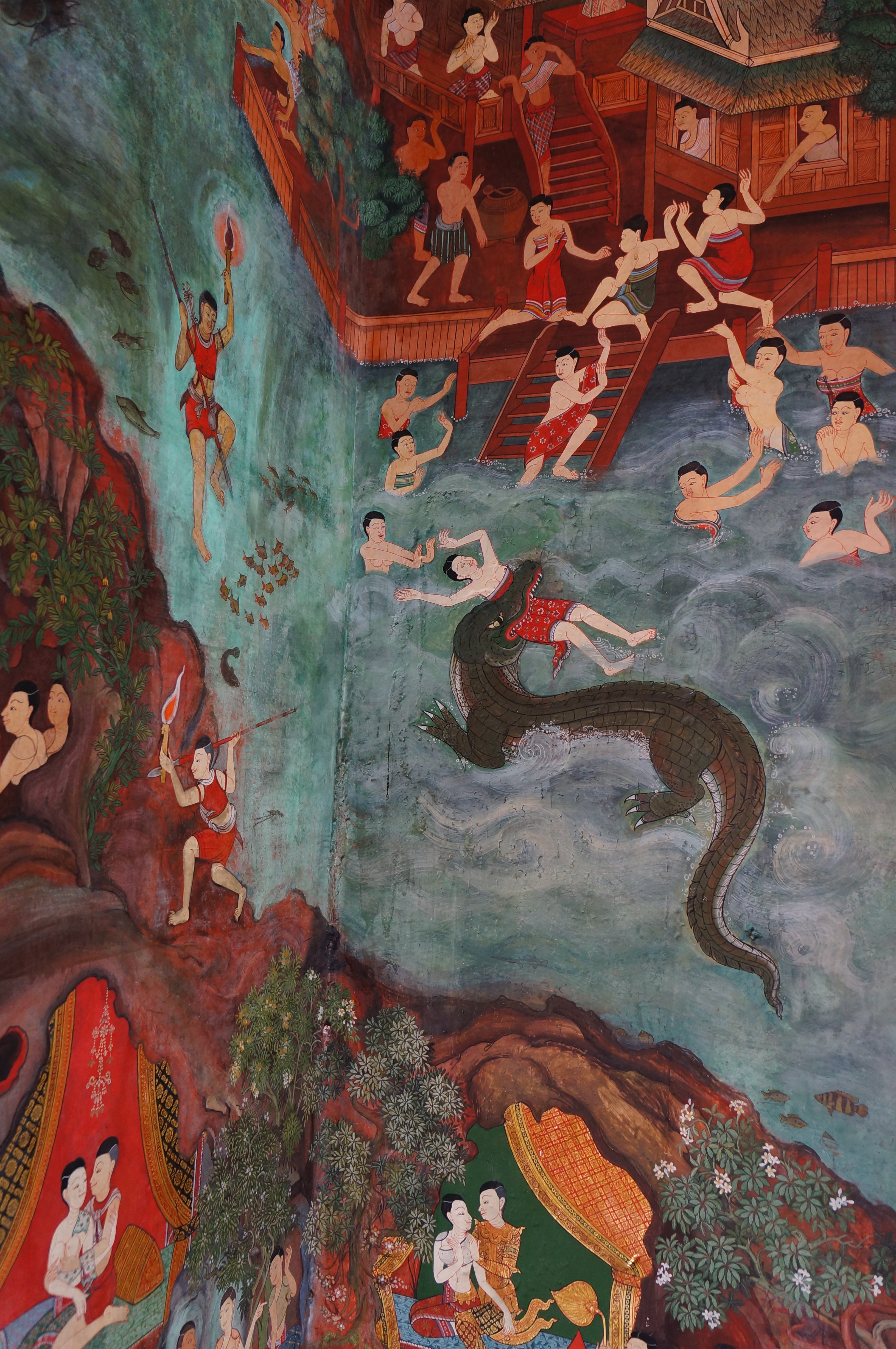
Картина изображает историю Край Тонга в провинции Самут Сонгкрам

Край Тонг (тайск. ไกรทอง) — произведение тайского фольклора, происходит из провинции Пхичит, Таиланд. В произведении повествуется о персонаже Край Тонг (переводится как мужественный) и крокодильском лорде Чалаване, который похитил дочь богатого человека Пхичите. По произведению в разные годы в Таиланде сняты телевизионные и художественные фильмы.

## Сюжет
Давным-давно, в волшебной подводной пещере, расположенной глубоко под водой, водились крокодилы. Внутри пещеры плавал волшебный хрустальный шар, яркий, как солнечный светв дневное время. Владелец крокодилов, правивший этой пещерой, носил имя Чалаван (Chalawan) (тайский: ชา ละ วัน), по названию этой пещеры. Каждый крокодил, который забирался в пещеру, превращался в человека и не нуждался в пище.
Чалаван получил свою возможность управлять пещерой от своего деда, после смерти своего отца в битве с двумя другими крокодилами. У него были две крокодиловы жены, живущие с ним в подводной пещере. С его агрессивным характером и его потребностью в превосходстве, для него жен было недостаточно. В отличие от своего деда, который жил по буддийским заповедям, Чалаван хотел есть человеческую плоть.
В эти времена провинции Фичит ходили слухи о том, что крокодилы охотились на людей, которые жили вблизи канала. Однажды, две дочери богатого человека Пхичите по имени Тапао Кау (тайский: ตะเภา แก้ว) и Тапао Тхонг (тайский: ตะเภา ทอง) захотели поиграть на канале. Они не послушали предупреждения отца и вошли в воду. Чалаван, который вышел из своей пещеры в крокодиловой форме, чтобы поймать людей, увидел двух дочерей и влюбился. Затем он похитил и утащил в пещеру Тапао Тхонг.
Когда Тапао Тхонг проснулась в пещере, она была поражена её внутренней красотой. Чалаван, уже в красивой человеческой форме, попытался заставить Тапао Тонга влюбиться в него. Однако ему это не удалось. Тогда Чалаван произнес заклинание на Тапао Тонг, чтобы она влюбилась в него и согласилась стать его женой.
Между тем, когда богатый человек Пхичите обнаружил, что одну из его дочерей утащил крокодил, от этого сильно опечалился и объявил, что любой, кто сможет победить крокодила и вернуть его дочь, будет вознаграждён большими сокровищами и может жениться на другой его дочери Тапао Кау. Однако ни один человек не мог победить Чалавана.

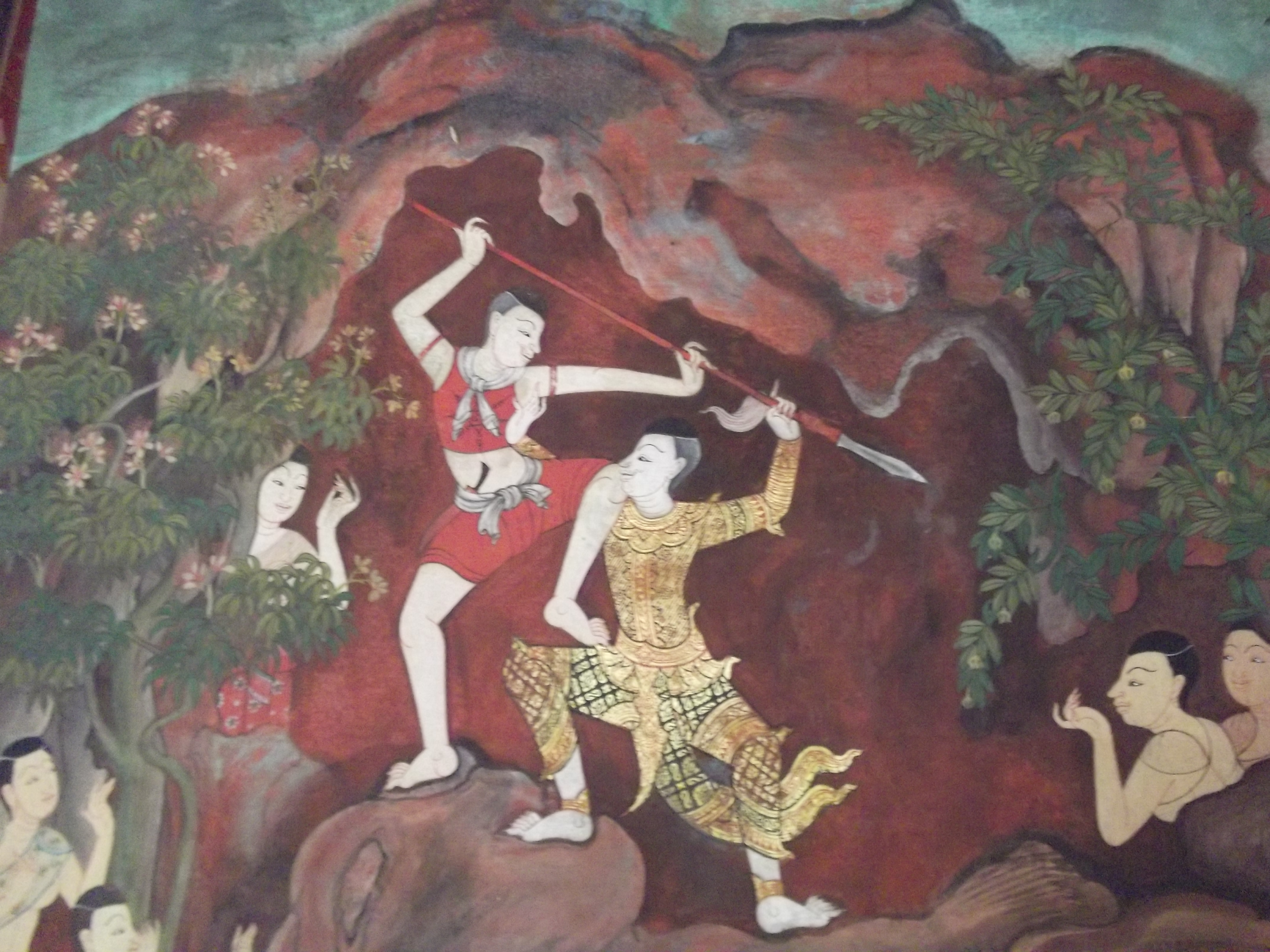
Настенная роспись показывает Край Тонга, сражающегося с Чалаваном в Самут Сонгкраме

В Нонтабури жил Край Тонг, который был обучен побеждать крокодилов и хорошо овладел этими навыками. Он вызвался победить Чалаван и вернуть Тапао Тхонг. Край Тонг отплыл из Нонтхабури в Фичите, чтобы сразиться с Чалаваном с помощью волшебного кинжала, подаренного ему его учителем Хонгом.
До прихода Край Тонга Чалавану уже снилось о смерти. Он сообщил дедушке о том, что ему приснилось. Эта было пророчеством. Дед сказал Чалавану, чтобы он оставался в пещере семь дней. Если бы Чалаван вышел из пещеры, он столкнулся бы со смертельной угрозой.
На следующее утро Край Тхонг начал читать заклинания на плот, плывущий над пещерой Чалавана. Заклинание Краи Тхонга, дошло до Чалавана, крокодиловый лорд начал испытывать нетерпение и не мог оставаться в своей пещере. Чалаван выплыл на поверхность и столкнулся с Край Тонгом. Сражение началось сразу же. Краи Тхонг напал первым, заколов Чалавана кинжалом.
Чалаван, который был тяжело ранен, отступил в свою пещеру. Обе его жены попросили помощи у деда, но тот не смог помочь. Край Тонг нырнул в воду и последовал за Чалаваном в пещеру. Когда он вошёл туда, то встретил Вимилу (тайский: วิ มาลา), одну из жен крокодилов. Край Тонг пофлиртовал с Вималой, пока та не убежала в пещеру.
Краи Тхонг последовал за Вималой в пещеру и встретил там раненого Чалавана в человеческом обличье. Битва между двумя людьми началась снова. Чалаван не смог противостоять Краий Тхонгу и проиграл ему. Край Тхонг добил Чалавана и вернулся на поверхность с Тапао Тхонг. Затем Тапао Тонг вернулся к отцу, который был счастлив видеть, что его дочь жива. Край Тонг был награждён сокровищами и обеими дочерьми.

## Край Тонг в СМИ
По сюжету произведения Край Тонг в Таиланде в разное время были сняты художественные и телевизионные фильмы:
- Фильм Край Тхонг (1958).
- Фильм Chalawan (1972).
- Фильм Край Тонг (1980).
- Край Тонг 2 (1985) — сиквел предыдущего фильма
- Телефильм Край Тонг (1995) на канале 7 ТВ.
- Край Тонг (2001) — киноремейк. В роли Край Тонга — Winai Kraibutr; Чалавана — Jet Padoongtum[1].
- Телефильм Край Тонг (2017) — канал 7 ТВ.

## Культурное значение
Край Тонг был реальным человеком, не имеющим волшебной сказочной силы. Он был родом из Нонтабури, работал торговцем и охотником на крокодилов. После того, как местные жители из города Нонтхабури узнали о героизме Краи Тхонга, они возвели храм, посвящённый его мужественному поступку. Храм называется Wat Bang Krai Nai, он расположенный недалеко от деревни Край Тонга. История также отражает и то, какие тайцы в старые времена имели взаимоотношения с животными. Люди считали, что у крокодилов и людей могут быть взаимоотношения, а у крокодилов есть такие же чувства, как и у людей.